# Mihai Poalelungi
Mihai Poalelungi (* 13. September 1962 in Corjova, Rajon Criuleni) ist ein moldauischer Jurist. Er ist ehemaliger Richter am Europäischen Gerichtshof für Menschenrechte und ehemaliger Präsident des Verfassungsgerichtshofs der Republik Moldau.

## Leben und Wirken
Poalelungi studierte Rechtswissenschaft an der Staatlichen Universität Moldau. Nach seinem Studienabschluss war trat er in de Justizdienst ein und war ab 1988 Richterreferendar am Gemeindegericht Râşcani. Im folgenden Jahr wurde er am Gemeindegericht Buiucani zum Richter ernannt und stieg bald zum Vizepräsidenten dieses Gerichts auf. 1995 wechselte er an das Zentralgericht von Chișinău, zu dessen Präsident er auch ernannt wurde. Ein Jahr später wurde er zum Richter am moldauischen Berufungsgericht ernannt und avancierte auch zu dessen Vizepräsident. 2003 wurde er zum Richter am Obersten Gerichtshof der Republik Moldau berufen und wurde auch dort 2005 zum Vizepräsident ernannt. Poalelungi wurde 2006 von der Staatlichen Universität Moldau zum Dr. iur. promoviert. Zum 1. Mai 2008 wurde er als Nachfolger von Stanislav Pavlovschi als Vertreter der Republik Moldau zum Richter am Europäischen Gerichtshof für Menschenrechte ernannt.
Seine eigentlich neunjährige Amtszeit schöpfte er indes nicht aus. Bereits am 1. Mai 2012 kehrte er nach Moldau zurück und wurde dort zum Richter und Präsident der Obersten Gerichtshofs ernannt. Am 6. März 2018 wurde er zum Richter am Verfassungsgerichtshof der Republik Moldau ernannt. 10 Tage später wurde er zum Präsidenten auch dieses Gerichts gewählt. Nach Unstimmigkeiten im Zusammenhang mit der Parlamentswahl in der Republik Moldau 2019, bei der das Verfassungsgericht zunächst Maßnahmen für verfassungswidrig erklärt, diese Entscheidungen dann aber wieder zurückgenommen hatte, trat Poalelungi am 20. Juni 2019 von seinen Ämtern zurück.
Neben seiner forensischen Arbeit war Poalelungi auch akademisch aktiv. 2015 wurde er von der Freien Internationalen Universität Moldau habilitiert und unterrichtet dort seitdem als Dozent, seit 2017 als assoziierter Professor, Europarecht und Menschenrechte. Auf diesen Gebieten sowie im Bereich des moldauischen Prozessrechts hat er zudem zahlreiche Fachbeiträge veröffentlicht.